# Cumeeira (Açores)
A Cumeeira é uma elevação portuguesa de origem vulcânica localizada na ilha de São Miguel, arquipélago dos Açores.
Este acidente geológico tem o seu ponto mais elevado a 881 metros de altitude acima do nível do mar. Nas suas proximidades encontra-se a Lagoa do Fogo. Esta formação encontra-se numa zona de forte povoamento de flora endémica das florestas da Macaronésia.